# Gerrit Pesman
Gerrit Pesman (Schoonoord, 5 de marzo de 1938-19 de julio de 2024) fue un futbolista neerlandés que jugó en la posición de centrocampista.

## Equipos
| Periodo   | Club            |
| --------- | --------------- |
| 1956-1959 | VV Zwartemeer   |
| 1959-1969 | Heracles Almelo |

## Logros
- Eerste Divisie (1): 1962